# Spelmanstävling
En spelmanstävling är ett evenemang med tävlan mellan spelmän eller spelgrupper. År 1906 anordnades den första i Sverige och de närmaste decennierna därefter blev detta sedan en fluga och runt om i landet ordnades en mängd sådana spelmanstävlingar, ofta i samband med andra evenemang, såsom utställningar, hembygdsevenemang, idrottsevenemang etc. 

## Historik
Den första spelmanstävlingen i Sverige anordnades på Gesundaberget 1906, söder om Mora, av konstnären Anders Zorn. Det ursprungliga ändamålet var att samla spelmännen, att "lura ut dem ur sina hålor", för att vännen och folkmusikupptecknaren Nils Andersson skulle kunna bekanta sig med traktens spelmän, och de med honom, så att han senare skulle kunna besöka dem för att teckna upp deras låtar. Detta lyckades över förväntan. 
Redan året därpå anordnade Nils Andersson en spelmanstävling i samband med den nationellt uppmärksammade industri- och hantverksutställningen i Lund 1907. Syftet denna gång var detsamma, men även att visa upp den tynande spelmansmusiken för en bredare allmänhet. Genom att utställningen bevakades av landets största tidningar fick även spelmanstävlingen stor nationell uppmärksamhet, till skillnad mot Gesundatävlingen som mest uppmärksammades lokalt. Detta ledde till att en lång rad spelmanstävlingar sedan hölls runt om i landet, och dessa var under flera decennier bland allmänheten mycket populära och välbesökta evenemang.
År 1910 samlade Nils Andersson spelmän från hela landet till Skansen i Stockholm. Då man ansåg det vara för svårt att bedöma utförandet av spelmanslåtar från olika delar av landet blev detta evenemang bara framträdanden utan tävling. Därför valde man i stället att kalla det spelmansstämma, och eftersom spelmännen kom från hela landet blev den officiella beteckningen riksspelmansstämma.  Detta var den första arrangerade spelmansstämman i landet och när spelmanstävlingsformen sedan miste sin popularitet på 1940-talet övergick många årliga sommarfester från tävlingsformen till spelmansstämmor. Riksspelmansstämman 1910 är också ursprunget till de riksspelmansstämmor som hålls i nutid där man kan spela upp för Zornmärket och där titeln Riksspelman delas ut.

## Tidiga spelmanstävlingar i Sverige
(Sammanställningen gjord huvudsakligen från daterade samtida tidningsklipp)
| År   | Plats                      | Tävling                              |
| ---- | -------------------------- | ------------------------------------ |
| 1906 | Gesundaberget, Mora        | Zorns spelmanstävling i Gesunda 1906 |
| 1907 | Hassela                    |                                      |
| 1907 | Mora                       | Zorns spelmanstävling i Mora 1907    |
| 1907 | Lund                       | Spelmanstävlingen i Lund 1907        |
| 1907 | Göteborg                   |                                      |
| 1908 | Karlskrona midsommarfest   |                                      |
| 1908 | Karlskrona hantverksfest   |                                      |
| 1908 | Jönköping                  | Spelmanstävling i Jönköping 1908     |
| 1908 | Göteborg                   |                                      |
| 1908 | Halmstad                   |                                      |
| 1908 | Visby                      | Spelmanstävling i Visby 1908         |
| 1908 | Delsbo                     | Spelmanstävling i Delsbo 1908        |
| 1908 | Mora                       | Zorns spelmanstävling i Mora 1908    |
| 1908 | Sundsvall                  |                                      |
| 1908 | Arvika                     | Spelmanstävling i Arvika 1908        |
| 1908 | Östersund                  |                                      |
| 1908 | Söderköping                | Spelmanstävlingen i Söderköping 1908 |
| 1909 | Arvika                     | Spelmanstävling i Arvika 1909        |
| 1909 | Reftele                    |                                      |
| 1909 | Simrishamn                 |                                      |
| 1909 | Uppsala                    | Spelmanstävling i Uppsala 1909       |
| 1909 | Kinnekulle                 |                                      |
| 1909 | Lyckorna, Ljungskile       |                                      |
| 1909 | Bollnäs                    | Spelmanstävling i Bollnäs 1909       |
| 1909 | Luleå                      |                                      |
| 1910 | Vaxholm                    | Spelmanstävlingen i Vaxholm 1910     |
| 1910 | Hässleholm                 | Spelmanstävlingen i Hässleholm 1910  |
| 1910 | Sala                       | Spelmanstävlingen i Sala 1910        |
| 1910 | Eksjö                      |                                      |
| 1910 | Växjö                      | Spelmanstävlingen i Växjö 1910       |
| 1910 | Nybro                      |                                      |
| 1910 | Oskarshamn                 |                                      |
| 1910 | Östersund                  |                                      |
| 1910 | Örnsköldsvik               |                                      |
| 1910 | Hudiksvall                 |                                      |
| 1910 | Umeå                       |                                      |
| 1911 | Arvika                     | Spelmanstävling i Arvika 1911        |
| 1911 | Hofors                     | Spelmanstävling i Hofors 1911        |
| 1911 | Halmstad                   | Spelmanstävling i Halmstad 1911      |
| 1911 | Ölands Skogsby             |                                      |
| 1911 | Kiruna                     |                                      |
| 1911 | Örnsköldsvik               |                                      |
| 1912 | Arvika                     | Spelmanstävling i Arvika 1912        |
| 1912 | Eksjö                      | Spelmanstävling i Eksjö 1912         |
| 1912 | Falun                      | Spelmanstävling i Falun 1912         |
| 1912 | Härnösand                  | Spelmanstävling i Härnösand 1912     |
| 1912 | Halmstad                   | Spelmanstävling i Halmstad 1912      |
| 1912 | Leksand                    | Spelmanstävling i Leksand 1912       |
| 1912 | Uppsala                    | Spelmanstävling i Uppsala 1912       |
| 1913 | Halmstad                   | Spelmanstävling i Halmstad 1913      |
| 1913 | Hudiksvall                 | Spelmanstävling i Hudiksvall 1913    |
| 1913 | Växjö                      | Spelmanstävlingen i Växjö 1913       |
| 1914 | Malmö                      | Spelmanstävlingen i Malmö 1914       |
| 1914 | Östersund                  | Spelmanstävlingen i Östersund 1914   |
| 1915 | Östersund                  |                                      |
| 1916 | Malmö                      |                                      |
| 1916 | Ölands Skogsby             |                                      |
| 1916 | Örnsköldsvik               |                                      |
| 1917 | Malmö                      |                                      |
| 1923 | Göteborg                   |                                      |
| 1924 | Växjö                      |                                      |
| 1925 | Ljungby                    |                                      |
| 1926 | Markaryd                   |                                      |
| 1926 | Urshult                    |                                      |
| 1926 | Glommersträsk              |                                      |
| 1927 | Kalmar                     |                                      |
| 1927 | Sturefors slott, Linköping |                                      |
| 1928 | Värnamo                    |                                      |
| 1928 | Sundsvall                  |                                      |
| 1929 | Värnamo                    |                                      |
| 1929 | Luleå                      |                                      |
| 1930 | Delary                     |                                      |
| 1930 | Gullabo                    |                                      |
| 1931 | Delary                     |                                      |
| 1931 | Värends Nöbbele            |                                      |
| 1931 | Uddevalla                  |                                      |
| 1932 | Delary                     |                                      |
| 1933 | Mariestad                  |                                      |
| 1933 | Vetlanda                   |                                      |
| 1933 | Västervik                  |                                      |
| 1934 | Lund                       |                                      |
| 1936 | Malmköping                 |                                      |
| 1938 | Malmköping                 |                                      |
| 1942 | Dalaborg                   |                                      |
| 1942 | Uppsala                    |                                      |
| 1945 | Uppsala                    |                                      |

## Sentida spelmanstävlingar i Sverige
Efter andra världskriget avtog intresset för att tävla i musik och istället kom spelmansstämmor och senare även folkmusikfestivaler att spela en allt större roll. Senare kom emellertid tävlingsformen att tas upp igen, såsom i de årligen återkommande VM i nyckelharpa och VM i studentspelmanslag. Även tillfälliga spelmanstävlingar har anordnats, ofta i samband med något jubileum.
- Katthamra 2003
- Mora 2006
- Lund 2007